# Pagonowiec
Pagonowiec, epoletniczek (Epomophorus) – rodzaj ssaków z podrodziny Epomophorinae w obrębie rodziny rudawkowatych (Pteropodidae).

## Rozmieszczenie geograficzne
Rodzaj obejmuje gatunki występujące głównie w Afryce oraz w zachodniej Azji (Arabia Saudyjska).

## Morfologia
Długość ciała (bez ogona) 67–185 mm, długość ogona 0–12 mm, długość ucha 13–30 mm, długość tylnej stopy 12–27 mm, długość przedramienia 46–100 mm; masa ciała 20–155 g.

## Systematyka
Rodzaj zdefiniował w 1836 roku brytyjski zoolog Edward Turner Bennett w artykule zatytułowanym O niezwykłej rudawce z Gambii, opublikowanym na łamach „Proceedings of the Zoological Society of London”. Gatunkiem typowym jest (oznaczenie monotypowe) pagonowiec gambijski (E. gambianus).

### Etymologia
- Epomophorus: gr. επι epi ‘na’; ωμος omos ‘ramię’; -φορος -phoros ‘dźwigający’, od φερω pherō ‘nosić, dziwgać’[9].
- Micropteropus: gr. μικρος mikros ‘mały’; Pteropus Erxleben, 1777 (rudawka)[10]. Gatunek typowy (oryginalne oznaczenie): Epomophorus pusillus W.C.H. Peters, 1868.

### Podział systematyczny
Do rodzaju należą następujące gatunki:
| Grafika | Gatunek                 | Autor i rok opisu           | Nazwa zwyczajowa      | Podgatunki         | Rozmieszczenie geograficzne | Podstawowe wymiary                                             | Status IUCN |
| ------- | ----------------------- | --------------------------- | --------------------- | ------------------ | --- | -------------------------------------------------------------- | ----------- |
|         | Epomophorus gambianus   | (W. Ogilby, 1835)           | pagonowiec gambijski  | 2 podgatunki       | Afryka Zachodnia i Środkowa od Senegalu do Etiopii; zakres wysokości: 0–2900 m n.p.m. | DC: 10,8–17 cm DO: 0–0,8 cm DP: 7,5–10 cm MC: 87–155 g         | LC          |
|         | Epomophorus crypturus   | W.C.H. Peters, 1852         | pagonowiec mozambicki | gatunek monotypowy | Afryka Południowa, od wschodniej Angoli i północnej Botswany na wschód do południowej Tanzanii, na południe do wschodniej Zambii; zakres wysokości: 500–2185 m n.p.m. | DC: 11–17 cm DO: 0–0,5 cm DP: 7,5–8,8 cm MC: 56–140 g          | LC          |
|         | Epomophorus angolensis  | J.E. Gray, 1870             | pagonowiec angolański | gatunek monotypowy | zachodnia Angola i skrajnie północno-zachodnia Namibia; zakres wysokości: 0–1700 m n.p.m. | DC: 13–15,8 cm DO: bezogonowy DP: 8,1–9,4 cm MC: 80–92 g       | NT          |
|         | Epomophorus labiatus    | (Temminck, 1837)            | pagonowiec etiopski   | gatunek monotypowy | południowo-zachodnia Arabia Saudyjska, zachodni Jemen i od wschodniego Sudanu i Etiopii, na południe do wschodniej Demokratycznej Republiki Konga i północno-zachodniej Tanzanii (wraz z wyspami Zanzibar i Mafia); zapisy z północno-wschodniej Nigerii, zachodnio-środkowego Czadu, Konga i Malawi; zakres wysokości: 0–2200 m n.p.m. | DC: 9–11,3 cm DO: 0–0,5 cm DP: 5,8–8 cm MC: 34–64 g            | LC          |
|         | Epomophorus minor       | Dobson, 1880                | pagonowiec mały       | gatunek monotypowy | od Sudanu, Sudanu Południowego, Etiopii i Somalii do południowo-wschodniej Demokratycznej Republiki Konga, Tanzanii (wraz z wyspą Zanzibar) i Malawi; zakres wysokości: – m n.p.m. | DC: 9,6–11,5 cm DO: bezogonowy DP: 5,4–6,7 cm MC: 45–55 g      | LC          |
|         | Epomophorus anselli     | Bergmans & Van Strien, 2004 | pagonowiec malawski   | gatunek monotypowy | znany z 2 stanowisk w Malawi (Parki Narodowe Kasungu i Karonga) i 1 stanowiska w południowo-zachodniej Tanzanii (Ugano); zakres wysokości: 1000–1560 m n.p.m. | DC: 10,4–14,5 cm DO: 0,2–0,4 cm DP: 6,8–7,7 cm MC:57–70 g      | DD          |
|         | Epomophorus wahlbergi   | (Sundevall, 1846)           | pagonowiec baobabowy  | gatunek monotypowy | Afryka Środkowa, Wschodnia i Południowa w Gabonie, Kongu i Angoli (na zachodzie), wybrzeża południowej Somalii na południe do wschodniej Południowej Afryki i Eswatini (na wschodzie i południu); prawdopodobnie w Kamerunie, Gwinei Równikowej i Namibii; zakres wysokości: 0–2000 m n.p.m.                                            | DC: 10,6–18,3 cm DO: 0–0,6 cm DP: 6,7–9,5 cm MC: 68–140 g      | LC          |
|         | Epomophorus dobsonii    | du Bocage, 1889             | epoletnik śpiewający  | gatunek monotypowy | zachodnio-środkowa Angola, południowo-wschodnia Demokratyczna Republika Konga, Zambia, Malawi i północna Botswana; prawdopodobnie Namibia, wątpliwie Rwanda i północna Tanzania; zakres wysokości: 0–1890 m n.p.m. | DC: 13–18,5 cm DO: 0–0,1 cm DP: 8–9,2 cm MC: około 120 g       | LC          |
|         | Epomophorus grandis     | (Sanborn, 1950)             | pagonowiec samotny    | gatunek monotypowy | północna Angola (znany z miejsca typowego w Dundo) i wybrzeże Konga (Pointe-Noire); zakres wysokości: 0 m n.p.m. | DC: około 9,9 cm DO: 0,4–0,8 cm DP: 6,2–6,6 cm MC: brak danych | DD          |
|         | Epomophorus pusillus    | W.C.H. Peters, 1868         | epoletniczek drobny   | gatunek monotypowy | od Senegalu i Gambii przez Czarną Afrykę (za wyjątkiem Kotliny Konga) do zachodniej Etiopii i Ugandy, na południe do zachodnio-środkowej Angoli i południowej Demokratycznej Republiki Konga; zakres wysokości: 0–2000 m n.p.m. | DC: 6,7–10,3 cm DO: 0–0,4 cm DP: 4,6–5,6 cm MC: 20–43 g        | LC          |
|         | Epomophorus intermedius | (Hayman, 1963)              | epoletniczek większy  | gatunek monotypowy | północna Angola oraz południowo-zachodnia i południowa Demokratyczna Republika Ludowa; zakres wysokości: około 600 m n.p.m. | DC: brak danych DO: 0,3–0,5 cm DP: 5,7–6,7 cm MC: 35–40 g      | DD          |

Kategorie IUCN:  LC  – gatunek najmniejszej troski,  NT  – gatunek bliski zagrożenia,  DD  – gatunki o nieokreślonym stopniu zagrożenia.